# Leopoldamys milleti
Il ratto gigante dalla coda lunga di Millet (Leopoldamys milleti  Robinson & Kloss, 1922) è un roditore della famiglia dei Muridi, endemica del Vietnam.

## Descrizione
Roditore di grandi dimensioni, con lunghezza della testa e del corpo tra 210 e 280 mm, la lunghezza della coda tra 290 e 360 mm, la lunghezza del piede tra 46 e 54 mm e la lunghezza delle orecchie tra 29 e 33 mm.

La pelliccia è corta e liscia. il colore delle parti superiori è marrone scuro, più intenso lungo la schiena e bruno-giallastro sui fianchi. Le parti ventrali sono bianche. La linea di demarcazione lungo i fianchi è netta. Le orecchie sono grandi. Il dorso delle zampe è bruno-grigiastro scuro. I piedi sono scuri. I lati e le dita sono più chiari. La coda è molto più lunga della tersta e del corpo, la parte superiore è scura, quella inferiore è chiara. Le femmine hanno un paio di mammelle pettorali, un paio post-ascellari e due paia inguinali.

## Biologia

### Comportamento
È una specie terricola.

### Alimentazione
È probabilmente onnivora.

## Distribuzione e habitat
Questa specie è endemica degli Altopiani Langbian nel Vietnam meridionale.
Vive nelle foreste montane ed anche nelle foreste secondarie.

## Conservazione
La IUCN Red List, considerato che la popolazione è numerosa in tutto l'areale, classifica M.milleti come specie a rischio minimo (Least Concern).